# Термофори
Термофори (рос. термофоры,  англ. thermophore, нім. Dynamit-Auftauapparate m pl) – посудини для відігрівання динамітів після їх замерзання чи запобігання їх замерзанню при перенесенні до місця вибухових робіт. Виготовляються з металів, що не дають іскри. Мають подвійні стінки, між якими залита вода з температурою 35…40 °С. Одночасно в Т. відігрівається до 10 кг вибухових речовин.

## Інтернет-ресурси
- thermophore[недоступне посилання з вересня 2019]